# Daniela Neunast
Daniela Neunast, née le 19 septembre 1966 à Potsdam (République démocratique allemande), est une ancienne rameuse est-allemande puis allemande. Elle est médaillée d'or aux Jeux de 1988 puis médaillée de bronze à ceux de 1992.

## Carrière
Daniela Neunast remporte l'or en huit lors des Jeux olympiques d'été de 1988 puis le bronze sur la même distance aux Jeux de 1992.

## Palmarès

### Jeux olympiques
- Jeux olympiques d'été de 1992 à Barcelone ( Espagne) :
  -  médaille de bronze en huit
- Jeux olympiques d'été de 1988 à Séoul ( Corée du Sud) :
  -  médaille d'or en huit

### Championnats du monde
- Championnats du monde 1993 en Roudnice ( Tchéquie) :
  -  médaille de bronze en huit
- Championnats du monde 1989 à Bled ( Slovénie) :
  -  médaille d'argent en huit

- Championnats du monde 1986 à Nottingham ( Royaume-Uni) :
  -  médaille d'argent en huit
- Championnats du monde 1985 à Hazewinkel ( Belgique) :
  -  médaille d'or en quatre sans barreur